# Aavo Pikkuus
Aavo Pikkuus (ur. 23 listopada 1954 w miejscowości Karepa) – estoński kolarz szosowy startujący w barwach Związku Radzieckiego, mistrz olimpijski, trzykrotny medalista mistrzostw świata i zwycięzca Wyścigu Pokoju.

## Kariera
Pierwszy sukces w karierze Aavo Pikkuus osiągnął w 1975 roku, kiedy wspólnie z Władimirem Kaminskim, Giennadijem Komnatowem i Walerijem Czapłyginem zdobył srebrny medal w drużynowej jeździe na czas podczas mistrzostw świata w Yvoir. W 1976 roku wziął udział w igrzyskach olimpijskich w Montrealu, wspólnie z Walerijem Czapłyginem, Władimirem Kaminskim i Anatolijem Czukanowem zwyciężając w swej koronnej konkurencji. Reprezentacja ZSRR w tym samym składzie zwyciężyła także na mistrzostwach świata w San Cristóbal w 1977 roku, a razem z Władimirem Kaminskim, Władimirem Kuzniecowem i Algimantasem Guzevičiusem Pikkuus zajął ponownie drugie miejsce na mistrzostwach w Kolonii w 1978 roku. Ponadto zwyciężył w klasyfikacji generalnej Wyścigu Pokoju i Circuit Cycliste Sarthe w 1977 roku i Giro delle Regione w 1978 roku. W 1976 roku był drugi w wyścigu Dookoła Maroka, a rok wcześniej zajął trzecie miejsce w Wyścigu Pokoju. Czterokrotnie zdobywał złote medale szosowych mistrzostw ZSRR: w latach 1974-1977 zwyciężał w indywidualnym wyścigu ze startu wspólnego.

## Odznaczenia
- Order Estońskiego Czerwonego Krzyża III Klasy – 2001[2]